# Phryganopteryx convergens
Phryganopteryx convergens là một loài bướm đêm thuộc phân họ Arctiinae, họ Erebidae.